# Berlin-Tegel
Tegel ist ein Ortsteil im Berliner Bezirk Reinickendorf.

## Lage

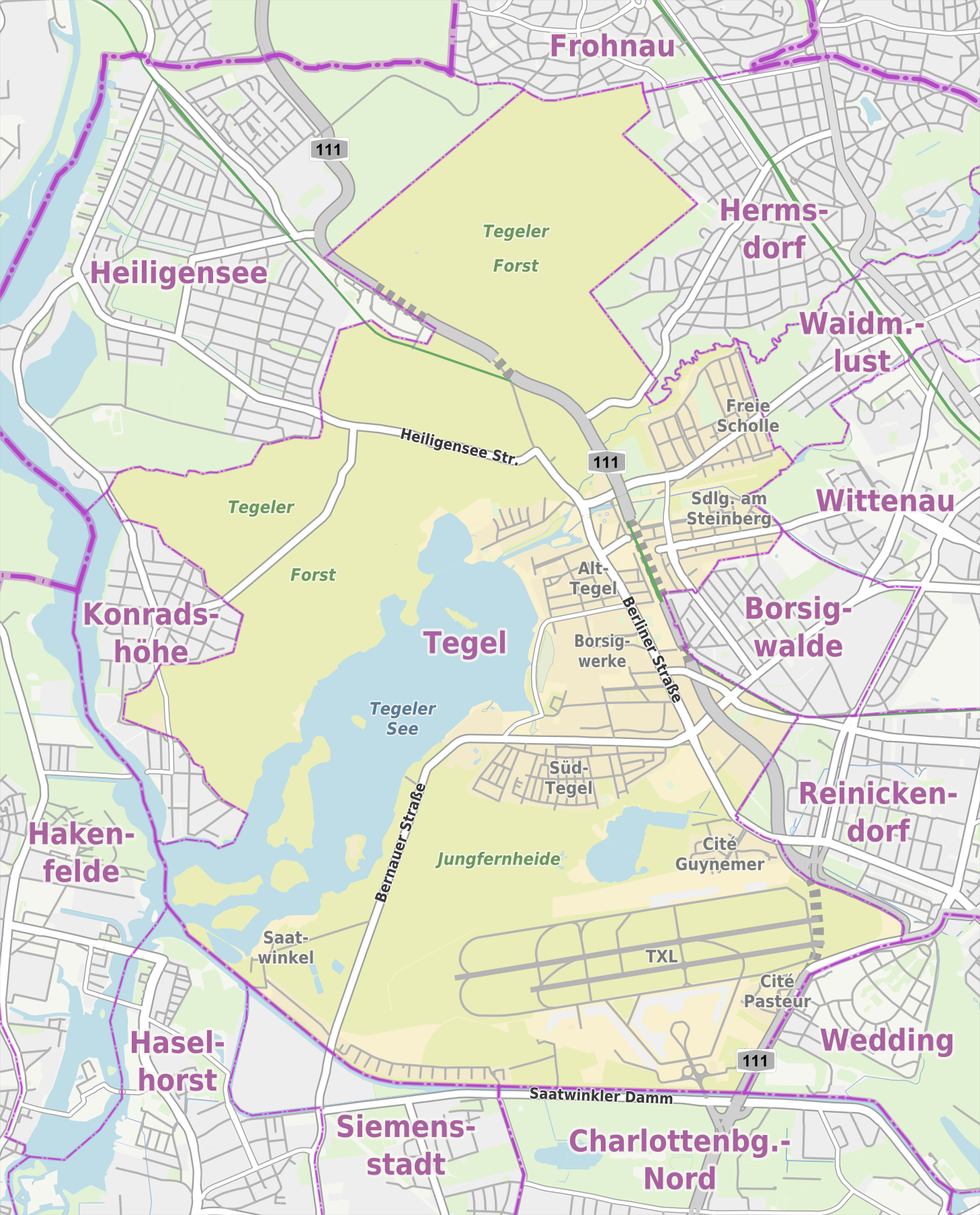
Übersichtskarte Tegel

Tegel liegt im Nordwesten Berlins. Es ist flächenmäßig nach Köpenick der zweitgrößte Ortsteil der Stadt.
Seen und Inseln

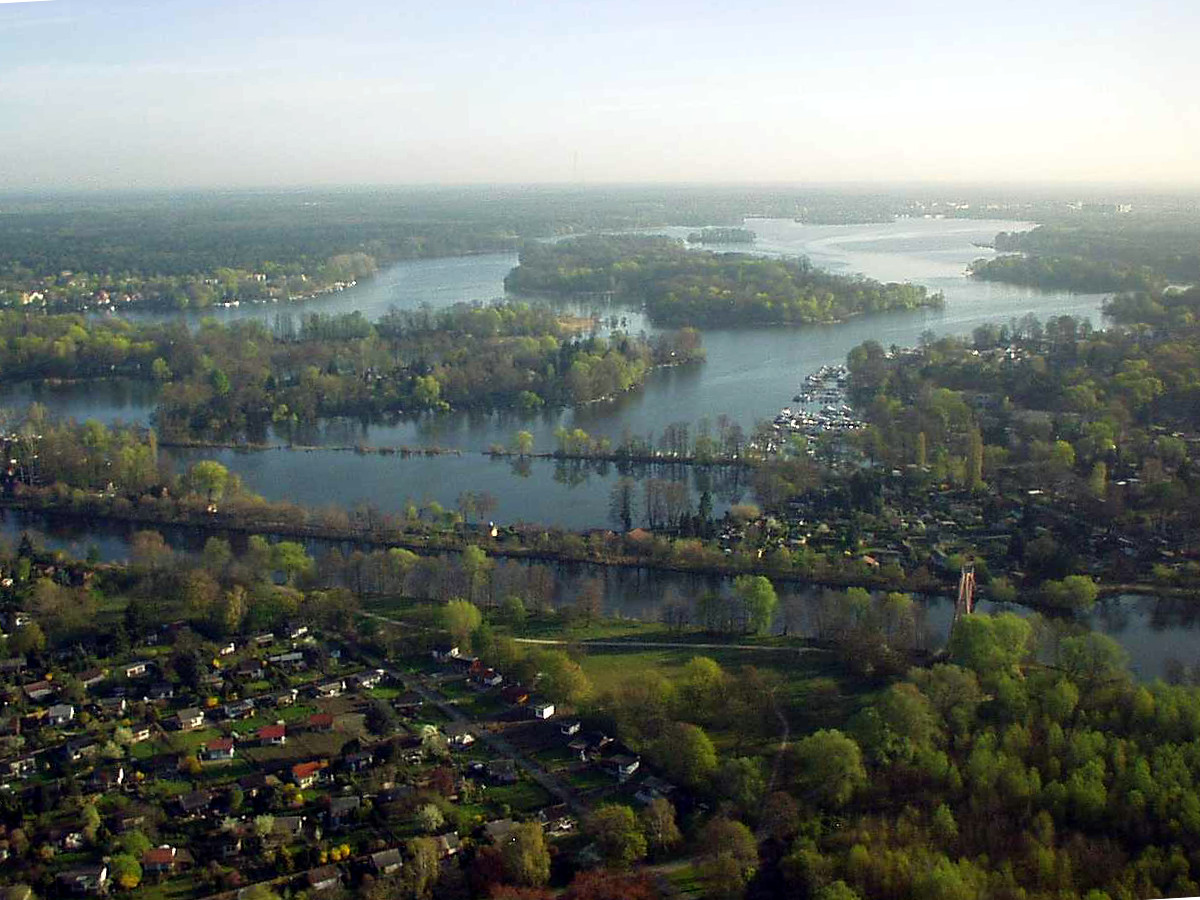
Blick über den Tegeler See

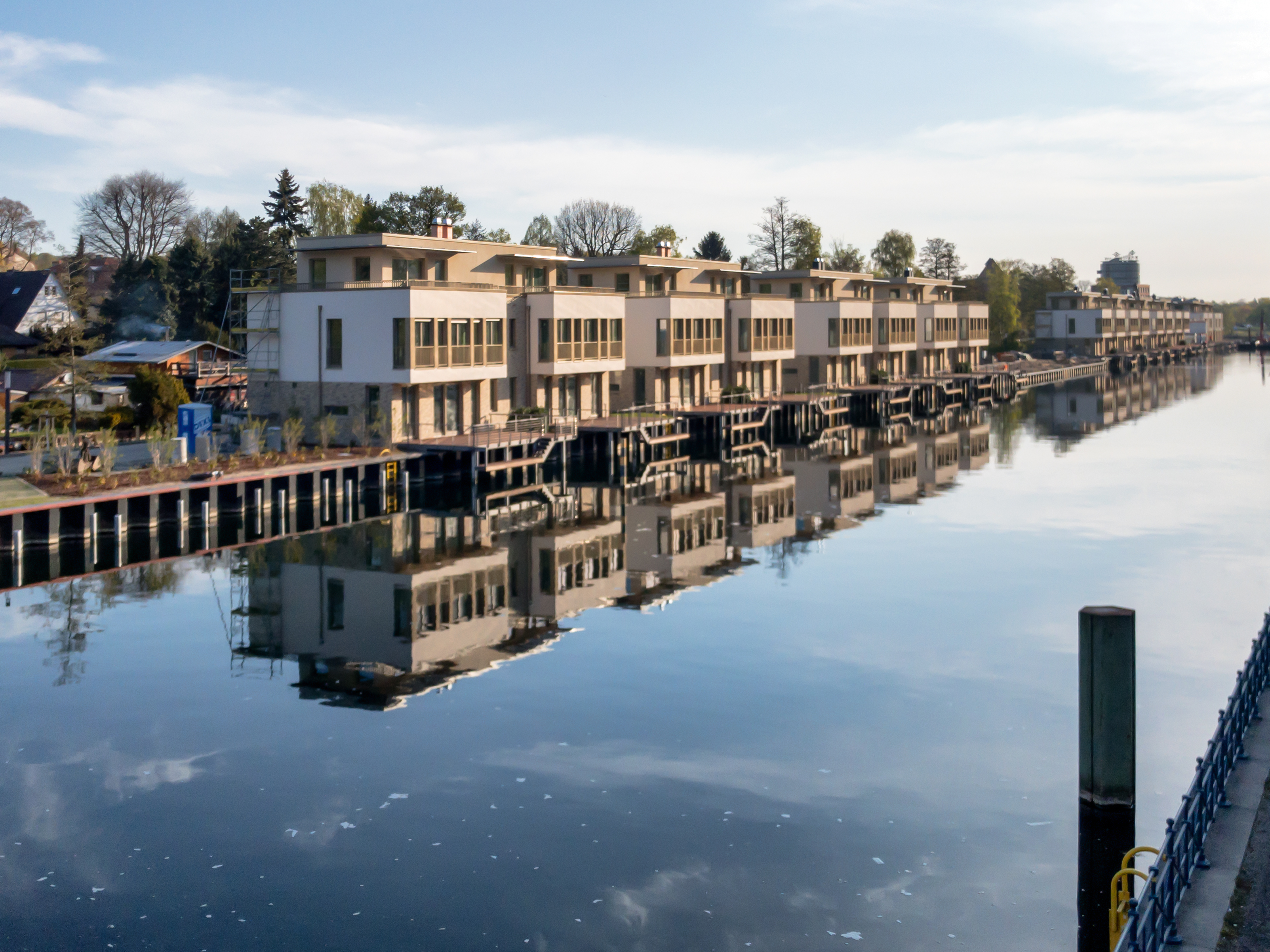
Tegeler Hafen mit der 2017 neugestalteten Luxusbebauung der Humboldtinsel

Im Zentrum des Ortsteils liegt der Tegeler See mit sieben Inseln (von Nord nach Süd):
| - Hasselwerder - Lindwerder - Reiswerder - Scharfenberg | - Baumwerder - Valentinswerder - Maienwerder |

Seine nördlichste Bucht hat den Namen Großer Malchsee. Westlich davon liegt die Halbinsel Reiherwerder. Östlich mündet das Tegeler Fließ. Dort wird der See durch den Tegeler Hafen erweitert, durch den zwei weitere Inseln, die Humboldtinsel und die Tegeler Insel, entstanden sind.
Im Süden des Sees befinden sich (im Uhrzeigersinn) die Ortslage Saatwinkel, die durch einen künstlichen Damm weitgehend abgetrennte südlichste Bucht Kleine Malche, die Wassergrenze zur Havel sowie auf der anderen Seeseite der Ortsteil Tegelort, der einzige Teil des Seeufers, der nicht zum Ortsteil Tegel gehört.
Ein weiterer See im Ortsteil ist der Flughafensee.

## Geschichte

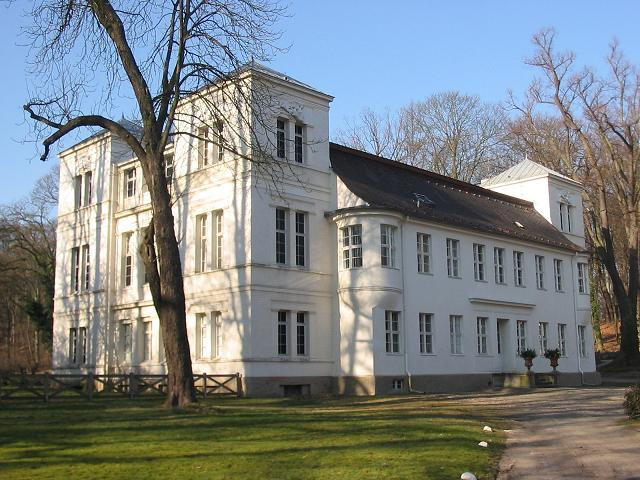
Schloss Tegel

Tegel entstand als ein platzartiges Sackgassendorf, das am Tegeler See endet. Diese Lage würde es nahelegen, in Tegel ein ursprünglich slawisches Fischerdorf zu sehen. Es wurden aber bisher noch keine spätslawischen Siedlungsspuren gefunden. Da für Tegel schon früh vier Pfarrhufen nachgewiesen sind, liegt der Schluss nahe, dass Tegel bald nach Beendigung des Brandenburger Zehntstreits 1237 gegründet wurde, denn der Markgraf hatte sich verpflichtet, alle Dörfer mit vier abgabefreien Hufen zugunsten der örtlichen Kirche und ihres Pfarrers auszustatten. Tegel wird 1322 erstmals urkundlich erwähnt als Kirchdorf Tygel. Offenbar muss Tegel einen bemerkenswerten Ziegelbau besessen haben. Eine andere Erklärung sieht im Ortsnamen Tegel ein slawisches Wurzelwort, das „Anhängsel“ bedeutet. Dies würde sich auf den Tegeler See beziehen, der ein Ausläufer der Havel ist.
Im Jahr 1361 wird eine (Wasser-)Mühle (molendium) in Tegel erwähnt. Das Landbuch Karls IV. (1375) weist für Tegel 32 Hufe aus, davon vier Pfarrhufe. Im Dorf gab es sechs Kossäten und neben der erwähnten Mühle auch einen Krug (taberna). Das ganze Dorf gehörte seit 1361 den Nonnen von Spandau, die es vom Cöllner Bürger Johann Wolf gekauft hatten, unbeschadet der Abgabenrechte des Markgrafen. Von 1558 bis 1872 gehörte das Dorf dem Amt Spandau. Spätestens 1590 ist in Tegel ein Schulzengut mit vier Freihufen nachzuweisen. Darauf entstand 1737 das Schlösschen Tegel.

„Tegel, Kirchdorf, 1 1⁄2 M. nordwestlich von Berlin, am Tegelschen See, im Niederbarnimschen Kreis, 25 Häuser und 164 Einw. Die Familie von Humboldt hat bei Tegel ein sehenswertes Schloß, mit einem großen herrlichen Park.“

Seit 1893 besitzt Tegel einen Bahnhof, den heutigen S-Bahnhof Tegel an der Kremmener Bahn. 1927 wurde der elektrische S-Bahn-Verkehr aufgenommen. In der Zeit West-Berlins, als der Bezirk Reinickendorf zum französischen Sektor gehörte, wurde südwestlich vom S-Bahnhof der sogenannte Franzosenbahnhof eingerichtet. Er war Ziel bzw. Ausgangspunkt aller französischen Truppentransporte per Bahn.
Am Tegeler Fließ wurde 1895 durch Gustav Lilienthal die gemeinnützige Wohnungsbaugenossenschaft Freie Scholle gegründet. Um die Wende zum 20. Jahrhundert erfuhr Tegel als Erholungsgebiet der Stadt Berlin einen enormen Aufschwung. Ein Hafen wurde am Tegeler See angelegt bzw. ausgebaut und die Tegeler Hafenbrücke errichtet.
Neben der Landgemeinde Tegel bestand seit dem 19. Jahrhundert auch der Gutsbezirk Tegel-Schloß, zu dem neben dem Schloss und seiner direkten Umgebung auch der Tegeler See mitsamt seinen Inseln gehörte. Am 1. Oktober 1920 wurden die Landgemeinde und der Gutsbezirk aus dem Kreis Niederbarnim der preußischen Provinz Brandenburg nach Groß-Berlin eingemeindet und bilden seitdem den Ortsteil Tegel im Berliner Bezirk Reinickendorf.
Zwischen 1930 und 1934 führte der Verein für Raumschiffahrt auf dem Areal des einstigen Schießplatzes Tegel diverse Versuche mit Flüssigkeitsraketen durch. Trotz zahlreicher Explosionen gelangen Aufstiege in Höhen von bis zu drei Kilometern. Zahlreiche bekannte deutsche Raketenforscher, wie Wernher von Braun, waren Mitglieder des Vereins.
Tegel war von 1933 bis 1948 Standort des Senders Tegel. Als Antenne wurde ein in einem 165 Meter hohen Holzturm aufgehängter Draht verwendet. Der Turm, der 1940 aus statischen Gründen auf eine Höhe von 86 Metern zurückgebaut wurde, wurde im Zuge des Baus des Flughafens Tegel am 16. Dezember 1948 gesprengt.

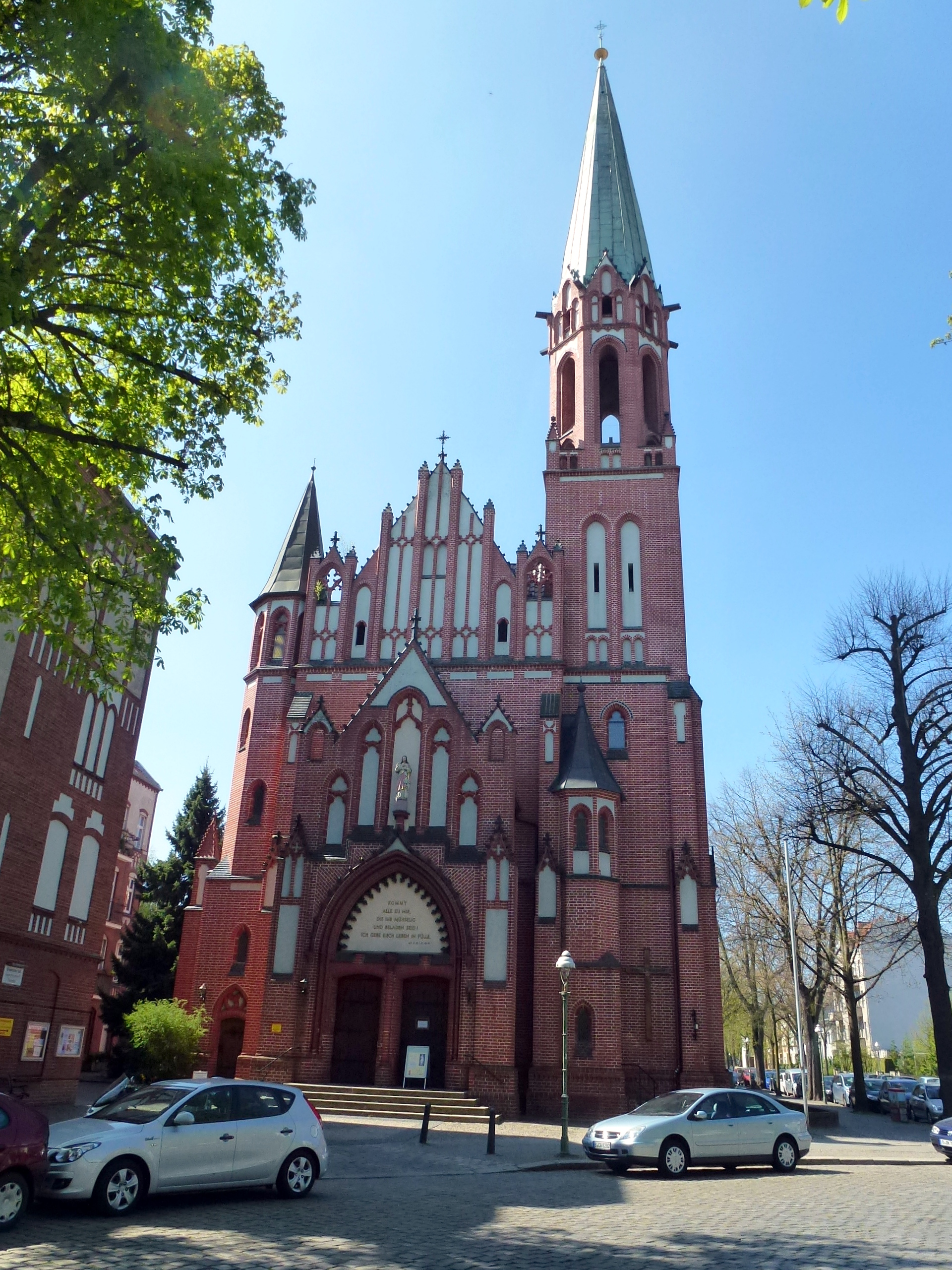
Katholische Kirche Herz Jesu am Brunowplatz

Die Verlängerung der heutigen U-Bahn-Linie U6 vom U-Bahnhof Seestraße nach Tegel (U-Bahnhof Alt-Tegel) war in den 1950er Jahren das erste Neubauprojekt des Berliner U-Bahn-Netzes nach dem Zweiten Weltkrieg. Die feierliche Einweihung der teilweise als Dammbahn geführten Trasse fand Anfang Juni 1958 statt. Damit einhergehend wurden die ab 1881 durch den Ortsteil geführten Straßenbahnlinien eingestellt, darunter auch die 1913 eröffneten Linien nach Heiligensee und Tegelort. Auch der in der Schloßstraße gelegene Straßenbahnhof wurde geschlossen.

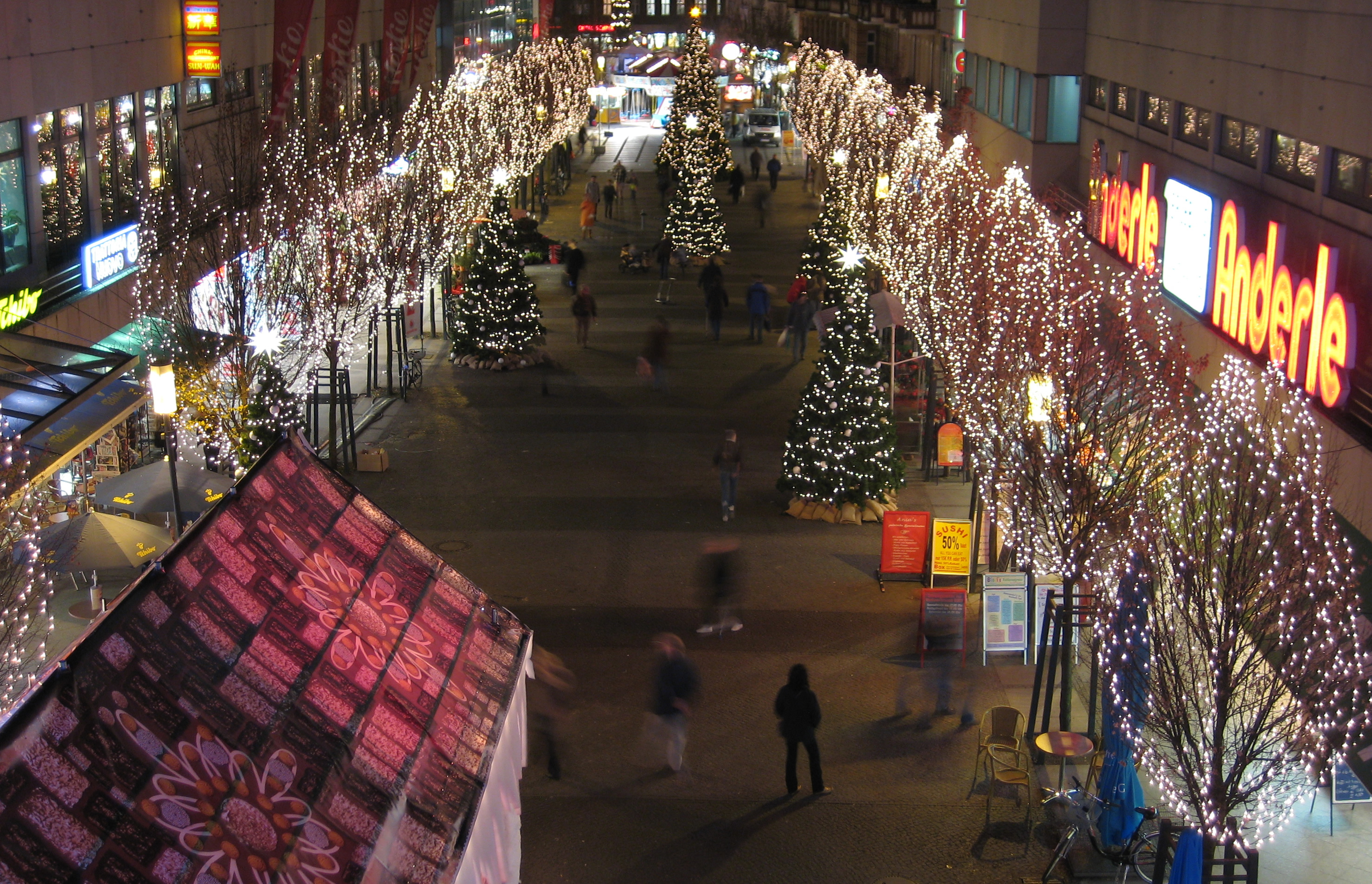
Weihnachtsbeleuchtung in der Fußgängerzone Gorkistraße

Auf dem Gelände des früheren Gaswerks Tegel entstanden in drei Bauabschnitten (um 1960, um 1970 und um 1990) Mehrfamilienhäuser. Dabei wurden in der Nähe des früheren Gaswerk-Hafens mehrere Hochhäuser errichtet, die den Bewohnern der oberen Stockwerke einen ungehinderten Blick auf den See, den Wald und den Ort Tegel gestatten. Diese Häuser bilden zusammen mit der Siedlung „Waldidyll“ die Ortslage Tegel-Süd.
Der Flughafen Tegel wurde 1948 zur Unterstützung der Berliner Luftbrücke für die französische Besatzungsmacht errichtet. 1960 begann der zivile Flugverkehr. Mit der Inbetriebnahme der Flughafenanlagen im Süden des Geländes im Jahr 1974 wurde Tegel der wichtigste Flughafen West-Berlins. Er wurde mit der Eröffnung des Flughafens Berlin Brandenburg am 8. November 2020 geschlossen.
Nördlich des damaligen Flughafens wurde bis 1978 Kies gewonnen. Hierdurch entstand der Flughafensee, dessen größter Teil zusammen mit angrenzenden Waldstücken ein Vogelreservat bildet. An der nördlichsten Stelle des Sees liegt eine Badestelle.
Im Rahmen der Internationalen Bauausstellung entstanden von 1984 bis 1988 am Tegeler Hafen um die Greenwichpromenade Wohnzeilen und Wohnschlangen mit insgesamt 350 Wohnungen, wobei zwischenzeitlich auch ein Terminal für Flusskreuzfahrten angelegt wurde. Im Jahr 2009 begannen die Bauarbeiten für die Bebauung der Insel Tegel. Der russische Investor, der das Eiland von einer Berliner Projektentwicklungsgesellschaft erworben hatte, musste allerdings im Rahmen der Finanzkrise Insolvenz anmelden.
Im Jahr 1999 wurde das Einkaufszentrum Hallen Am Borsigturm eröffnet, gebaut von der Herlitz Falkenhöh AG. Der Neubau bezieht alte denkmalgeschützte Gebäude der Borsigwerke mit ein.

## Bevölkerung
| Jahr | Gemeinde Tegel | Gutsbezirk Tegel-Schloß | zusammen |
| ---- | -------------- | ----------------------- | -------- |
| 1858 | 00.296         | 112                     | 00.408   |
| 1871 | 00.511         | 080                     | 00.591   |
| 1885 | 01.652         | 079                     | 01.731   |
| 1895 | 02.655         | 085                     | 02.740   |
| 1905 | 12.202         | 198                     | 12.400   |
| 1910 | 18.752         | 240                     | 18.992   |
| 1919 | 20.306         | 729                     | 21.035   |

| Jahr | Einwohner |
| ---- | --------- |
| 1930 | 26.141    |
| 1938 | 37.133    |
| 1946 | 33.026    |
| 1950 | 36.798    |
| 1960 | 40.755    |
| 1970 | 36.954    |
| 1987 | 31.614    |
| 2000 | 34.001    |

| Jahr | Einwohner |
| ---- | --------- |
| 2007 | 33.413    |
| 2010 | 34.314    |
| 2015 | 35.257    |
| 2020 | 36.764    |
| 2021 | 36.697    |
| 2022 | 37.227    |
| 2023 | 37.291    |
| 2024 | 41.277    |

Quellen: 1930–1987 Statistisches Jahrbuch von Berlin (jeweilige Jahre); ab 2007 Einwohnerregisterstatistik Berlin Amt für Statistik Berlin-Brandenburg (jeweilige Jahre)
Der starke Anstieg der Einwohnerzahl 2024 ist auf Deutschlands größte Flüchtlingsunterkunft auf dem ehemaligen Flughafen Tegel zurückzuführen.

## Sehenswürdigkeiten
Der Ortsteil ist aufgrund des Tegeler Sees und der dort befindlichen Greenwichpromenade (benannt nach Greenwich, Reinickendorfs Partnerbezirk in London) ein beliebtes Ausflugsziel im Berliner Norden. An der Greenwichpromenade unweit der Tegeler Hafenbrücke (Sechserbrücke) beginnen Schiffe ihre Rundfahrten durch die Berliner Gewässer. Am ehemaligen Tegeler Industriehafen gegenüber der Wassermühle befindet sich der neue Tegeler Hafen mit der Humboldt-Bibliothek und interessanten Wohnungsbauprojekten verschiedener internationaler Architekten.
Am Westufer des Tegeler Sees, auf der Halbinsel Reiherwerder, befinden sich mit der Villa Borsig das Gästehaus des Auswärtigen Amtes sowie angrenzend die Akademie Auswärtiger Dienst, die der Ausbildung deutscher und ausländischer Diplomaten dient.
Im Ortsteil liegt das Schloss Tegel (Humboldt-Schloss) mit dem dazugehörigen Schlosspark.
Die „Dicke Marie“ soll der älteste Baum Berlins und etwa 900 Jahre alt sein. Nicht weit entfernt steht im Tegeler Forst auch der höchste Baum Berlins.
In der Veitstraße 5 befindet sich das 1911 eröffnete Feuerwehrmuseum Berlin.
Auf dem ursprünglichen Dorfanger, der unmittelbar oberhalb der Uferpromenade des Tegeler Sees liegt, steht die Dorfkirche Alt-Tegel. Die katholische St.-Bernhard-Kirche, in Tegel-Süd an der Bernauer Straße gelegen, wurde nach Plänen von Alfons Leitl erbaut und 1960 fertiggestellt. An der Wittestraße 37 befindet sich der einzige zivile russisch-orthodoxe Russische Friedhof mit der St.-Konstantin-und-Helena-Kirche.
Die ehemaligen Borsigwerke stehen als Gesamtanlage unter Denkmalschutz und beherbergen unter anderem den Borsigturm, das Borsigtor, die Kanonenhalle sowie das Einkaufszentrum Hallen Am Borsigturm.
In Tegel befindet sich mit der Alten Waldschänke die älteste Gaststätte Berlins (in seinen heutigen Grenzen).

## Verkehr

### Öffentlicher Personennahverkehr
Der Bahnhof Berlin-Tegel liegt an der Kremmener Bahn. Er wird von der S-Bahnlinie S25 (Hennigsdorf–Friedrichstraße–Teltow Stadt) bedient.
Zwischen 1927 und dem Mauerbau im Jahr 1961 verkehrte die S-Bahn über Hennigsdorf hinaus bis Velten. Eine Wiederherstellung dieser Verbindung ist seit längerem im Gespräch. Darüber hinaus wird eine Anbindung des Regionalverkehrs durch die Linie RE6, die von Hennigsdorf parallel zur bestehenden S-Bahn-Trasse bis Gesundbrunnen verlaufen soll, im Zuge des Projektes i2030 untersucht. Im Zusammenhang damit soll auch ein 10-Minuten-Takt der S25 von der Berliner Innenstadt bis Tegel eingerichtet werden, wofür die Bahnstrecke mindestens zweigleisig ausgebaut werden muss.
Durch Tegel verläuft die Linie U6 der Berliner U-Bahn, die im Ortsteil drei Stationen hat (Alt-Tegel, Borsigwerke und Holzhauser Straße).
Der Ortsteil wird durch mehrere Buslinien erschlossen.

### Individualverkehr
Hauptverkehrsstraßen sind die Straßenzüge Karolinenstraße–Berliner Straße–Seidelstraße als Nord-Süd-Verbindung und Bernauer Straße–Holzhauser Straße in West-Ost-Richtung.
Tegel wird von der Bundesautobahn 111 mit den Anschlussstellen Waidmannsluster Damm/Hermsdorfer Damm und Holzhauser Straße und fünf Tunnelanlagen durchzogen.

### Schiffsverkehr
An der Greenwichpromenade wurde Mitte der 2000er Jahre neben den Dampferanlegestellen auch ein Kreuzfahrtanleger für kleinere Flusskreuzfahrtschiffe unter anderem nach Stralsund und Prag eröffnet. Hauptnutzer der Dampferanlegestelle in Tegel ist bereits seit Jahrzehnten die Stern und Kreisschiffahrt. Auch die kleine in Tegel ansässige Reederei Bethke legt hier zu Rundfahrten ab.

## Persönlichkeiten

### Söhne und Töchter von Tegel
- Johann Christoph von Goetze (1637–1703), preußischer Generalleutnant
- Hans John (1888–1973), Maler
- Bruno Hanuschke (1892–1922), Flugpionier
- Konrad Gericke (1904–1980), Schauspieler und Intendant
- Ernst von Borsig junior (1906–1945), Widerstandskämpfer gegen den Nationalsozialismus
- Hans Tielecke (1909–1979), Biologe
- Klaus Wagenbach (1930–2021), Verleger
- Christian Berkel (* 1957), Schauspieler
- Fil (* 1966), Comiczeichner und Entertainer
- Nico Schulz (* 1993), Fußballspieler

### Mit Tegel verbundene Persönlichkeiten
- Marie-Elisabeth von Humboldt (1741–1796), Mutter von Wilhelm und Alexander von Humboldt, lebte in Tegel
- Wilhelm von Humboldt (1767–1835), Gelehrter und Bildungsreformer, Schlossherr in Tegel
- Alexander von Humboldt (1769–1859), Forschungsreisender, lebte in Tegel
- Felix Brucks (1874–1938), Direktor des Strafgefängnisses Tegel
- Martin Stritte (1877–1963), Gemeindevorsteher in Tegel
- Harald Poelchau (1903–1972), Gefängnispfarrer in Tegel
- Franz Neumann (1904–1974), Politiker (SPD), lebte am Moorweg 1 (Gedenktafel)
- Hilde Coppi (1909–1943), Widerstandskämpferin gegen den Nationalsozialismus, lebte in der Seidelstraße 23 (Stolperstein)
- Hans Coppi (1916–1942), Widerstandskämpfer gegen den Nationalsozialismus, lebte in der Seidelstraße 23 (Stolperstein)
- Marie Schlei (1919–1983), Politikerin (SPD), lebte am Allmendeweg 112 (Gedenktafel)
- Carsten Lekutat (* 1971), Arzt in Tegel